# ジョッキーフェスティバル
ジョッキーフェスティバルは、日本中央競馬会 (JRA) が阪神競馬場で実施している騎手とファンの交流イベントである。

## 概要
神戸新聞杯開催日の最終競走終了後、パドックにて開かれる。2008年から毎年実施されている。